# Ratsada
Ratsada (em tailandês: อำเภอรัษฎา) é um distrito da província de Trang, no sul da Tailândia. É um dos 10 distritos que compõem a província. Sua população, de acordo com dados de 2012, era de 28 489 habitantes, e sua área territorial é de 230,20 km².